# 5650 Mochihito-o
5650 Mochihito-o eller 1990 XK är en asteroid i huvudbältet som upptäcktes den 10 december 1990 av de båda japanska astronomerna Takeshi Urata och Akira Natori vid JCPM Yakiimo Station. Den är uppkallad efter japanen Mochihito.
Asteroiden har en diameter på ungefär 11 kilometer och den tillhör asteroidgruppen Eunomia.